# Костюкевич, Василий Филиппович
Василий Филиппович Костюкевич (7 ноября 1948 - 9 января 2016) - в 1990-1991 годах – секретарь Мурманского обкома КПСС. Делегат XXVI, XXVIII съездов КПСС (1981, 1990). 
С 2008 по 2013 год - министр образования и науки Мурманской области

## Биография
Родился 7 ноября 1948 года в селе Калиновка Березинского района Минской области Белорусской ССР.
Жил и работал в Мурманской области с 1967 года.
Окончил Историческое отделение историко-филологического факультета Мурманского государственного педагогического института (1970), Академию общественных наук при ЦК КПСС (1983), аспирантуру при Академии, Московский государственный социальный университет.
С 1970 года – на комсомольской работе: заместитель секретаря комитета ВЛКСМ комбината «Североникель», 2-й, 1-й секретарь Мончегорского горкома ВЛКСМ, секретарь, 2-й, 1-й секретарь (1978-1981) Мурманского обкома ВЛКСМ.
С 1983 года – секретарь, 2-й секретарь Первомайского райкома КПСС, заместитель председателя Мурманского горисполкома, 1-й секретарь Первомайского райкома КПСС; в 1990-1991 годах – секретарь Мурманского обкома КПСС.
С 1992 года – директор Мурманского областного научно-методического центра системы образования, заведующий кафедрой гуманитарных дисциплин МГТУ (1994-2001);
С 1995 года – ректор Мурманского областного института повышения квалификации работников образования.
С 2000 года – председатель комитета по образованию администрации Мурманской области.
С 2008 по 2013 год – министр образования и науки Мурманской области.
Профессиональные успехи
Кандидат философских наук (1989), профессор. Специалист в области политологии, истории русской философии, социологии молодежи. Автор более 150 научных и методических работ, в т. ч. монографий, учебников и учебных пособий. Инициатор и руководитель разработки национально-регионального компонента государственных образовательных стандартов Мурманской области, программ развития образования Мурманской области на 1994—2001 годы. Организатор издательства «Пазори», занимающегося выпуском регионального комплекта учебной литературы, краеведческих и художественных книг. Научный руководитель авторского коллектива региональной программы «Образование Мурманской обл. Основные направления деятельности на 1998—2001 гг.». Под руководством Василия Филипповича Костюкевича, в Мурманской обл. началось проектирование национально-регионального компонента государственных образовательных стандартов, определенных Законом РФ «Об образовании». Делегат XXVI, XXVIII съездов КПСС (1981, 1990).
Публикации:
- Основы политологии: Учебное пособие. – М., 1995 (в соавторстве);
- Очерк истории: Учебное пособие. – Мурманск, 1997 (в соавторстве);
- Политическая социализация молодежи. – Мурманск, 1998.

Редактор ряда сборников воспоминаний, мемуарных изданий.

## Награды
- Орден Дружбы народов (1981)
- Медаль «За отличие в охране государственной границы СССР»
- Медаль «За заслуги в проведении Всероссийской переписи населения»